# Jordbävningarna i New Madrid 1811–1812
Jordbävningarna i New Madrid 1811-1812 var en serie av intensiva jordbävningar som ägde rum på den nordamerikanska tektoniska plattan i slutet av 1811 och i början av 1812. De fick namnet efter staden New Madrid, Missouri i countyt med samma namn. Dessa jordbävningar var de kraftigaste som någonsin drabbat östra Förenta Staterna. Forskarna har beräknat att ett område om 130 000 kvadratkilometer drabbades av kraftiga verkningar av jordbävningen och att ett område med närmare tre miljoner kvadratkilometer drabbades av måttliga verkningar.

## Jordbävningsserien
- 16 december 1811, ca 02:15 lokal tid. Beräknad magnitud 7,2 – 8,1.[1]) Epicentrum i nordöstra Arkansas.[2]
- 16 december 1811, ca 08:15 lokal tid. Beräknad magnitud 7,2 – 8,1. Epicentrum i nordöstra Arkansas. Denna jordbävning ägde rum sex timmar efter den första och var av lika stor intensitet.[1]
- 23 januari 1812, ca 09:00 lokal tid. Beräknad magnitud 7,0-7,8.[1]) Epicentrum i södra Missouri.[2]
- 7 februari 1812, ca 04:45 lokal tid. Beräknad magnitud 7,4-8,0.[1]) Epicentrum nära staden New Madrid, Missouri, vilken förstördes. I St. Louis, Missouri blev många hus svårt skadade. En tillfällig landhöjning skapade vattenfall i Mississippifloden, åstadkom vågor som rörde sig uppströms och bildade Reelfoot Lake genom att dämma upp vattendrag i Tennessee.[2]

## Effekter
Delar av Mississippifloden rann baklänges under en kortare tid. Ett stort antal sandvulkaner uppträdde i området och är fortfarande synliga från luften. Ända borta i Pittsburgh och Norfolk väcktes människor av kraftiga skakningar. Kyrkklockorna började ringa i Boston och Toronto och trottoarer sprack sönder i Washington, D.C.

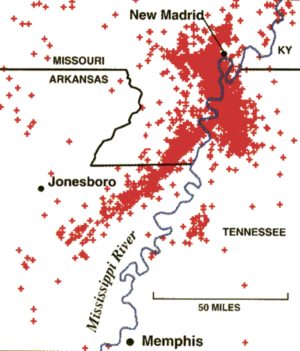
Jordbävningszonen med centrum i New Madrid.
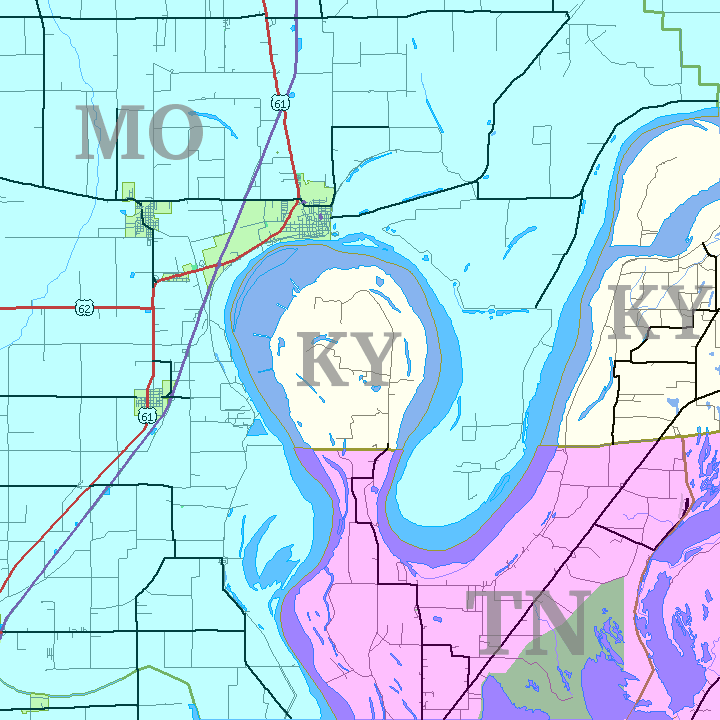
Jordbävningarna i New Madrid 1811-1812 fick Mississippifloden att ändra sitt lopp och skilde ett county i Kentucky från resten av delstaten.

## Etnoreligiösa följder
Som en följd av jordbävningsserien fick Tecumsehs panindianska rörelse ett kraftigt stöd i de övre creekiska städerna. När Tecumseh besökte creekerna i Alabama talade han enligt legenden direkt till Red Eagle och såg tvivlet i dennes ögon, men uttalade spådomen att när han själv hade återvänt till Detroit så skulle han stampa foten i jorden och "husen skulle falla i Tuckahabachee". Förvånade över den ovanliga förutsägelsen räknade creekerna dagarna. Samma dag som de beräknat att Tecumseh skulle ha nått Detroit, inträffade den första jordbävningen i New Madrid 1811. Red Eagle blev övertygad och ställde sig i spetsen för Red Sticks, den traditionalistiska fraktionen bland creekerna, som bekämpade den vita ackulturationen med alla medel. När det creekiska inbördeskriget inleddes 1813 angrep "Red Sticks" sina egna ackulturerade och proamerikanska creekgrannar och dödade tamdjur och förstörde hjulfordon, vävstolar och jordbruksredskap samt allt annat som kom från den vita kulturen, utom eldhandvapen, krut och kulor.

### Fotnoter
1. 1 2 3 4  Historic Earthquakes New Madrid Earthquakes 1811-1812 Arkiverad 8 juni 2011 hämtat från the Wayback Machine. USGS
2. 1 2 3 4  The Enigma of the New Madrid Earthquakes of 1811-1812. Johnston, A. C. & Schweig, E. S. Annual Review of Earth and Planetary Sciences, Volume 24, pp. 339-384. Available on SAO/NASA Astrophysics Data System (ADS).
3. ↑  ”Arkiverade kopian”. Arkiverad från originalet den 6 augusti 2011. https://web.archive.org/web/20110806161146/http://earthquake.usgs.gov/earthquakes/states/events/1811_overview.php. Läst 3 april 2011.
4. ↑  U.S. Geological Survey Fact Sheet-168-95 1995 The Mississippi Valley-"Whole Lotta Shakin' Goin' On" Arkiverad 30 augusti 2009 hämtat från the Wayback Machine.
5. ↑  Sean Michael O'Brien, In bitterness and in tears: Andrew Jackson's destruction of the Creeks and Seminoles (Praeger, 2003), s. 24f.
6. ↑  James L. Penick, The New Madrid earthquakes (University of Missiouri Press, 1981), s. 123-124.
7. ↑  Ronald Wright, Stolen Continents (New York, 2005), s. 211.